# 周山廃寺
周山廃寺（しゅうざんはいじ）は、現在の京都市右京区京北にあった古代寺院。
- 創建 : 飛鳥 - 奈良時代
- 伽藍構成 : 七堂伽藍
- 場所 : 京都市立周山中学校の辺り

## 伽藍
- 南門
- 中金堂
- 東堂(礎石が保存されている)
- 三重塔
- 北堂
- 西堂

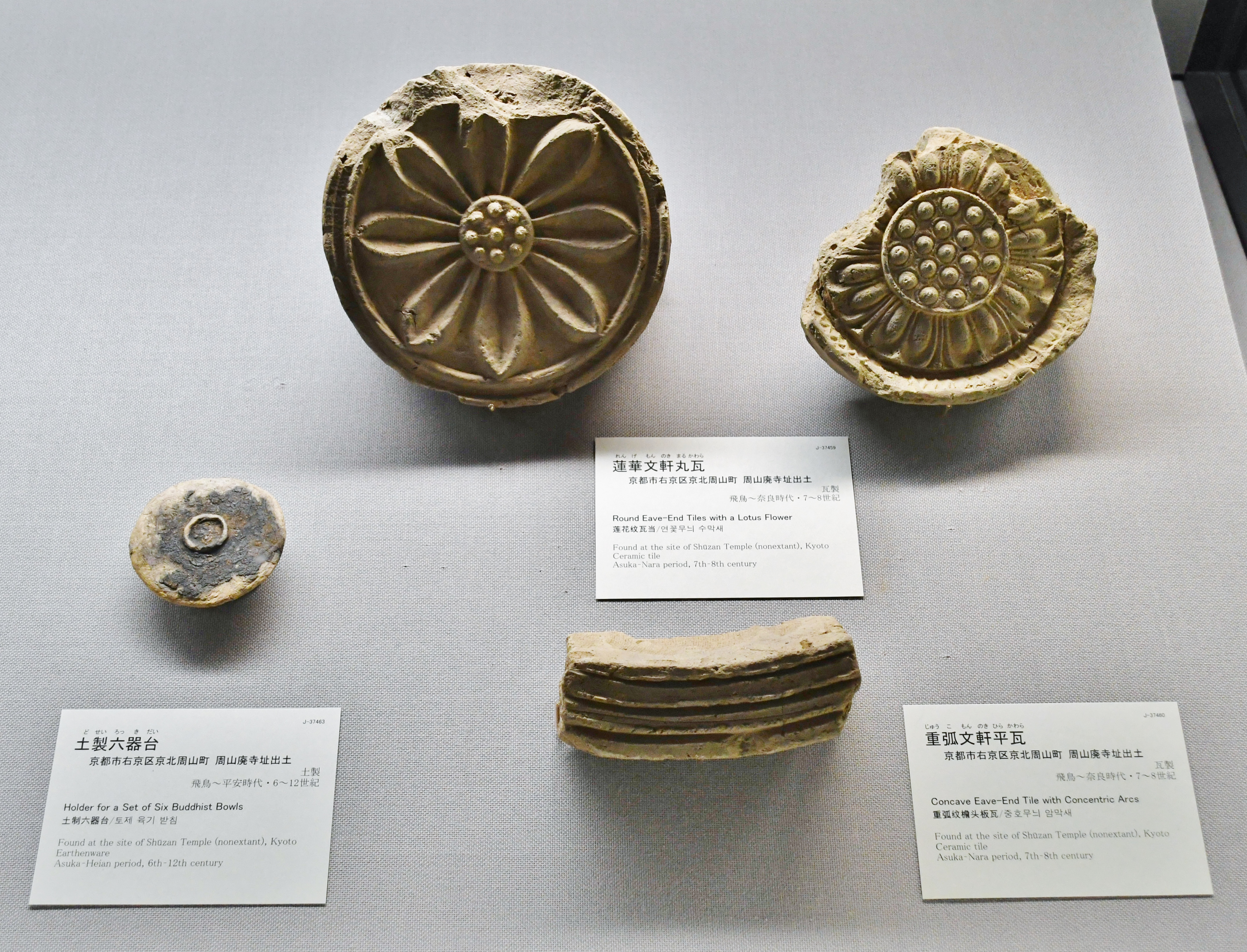
軒瓦・土製六器台 東京国立博物館展示。
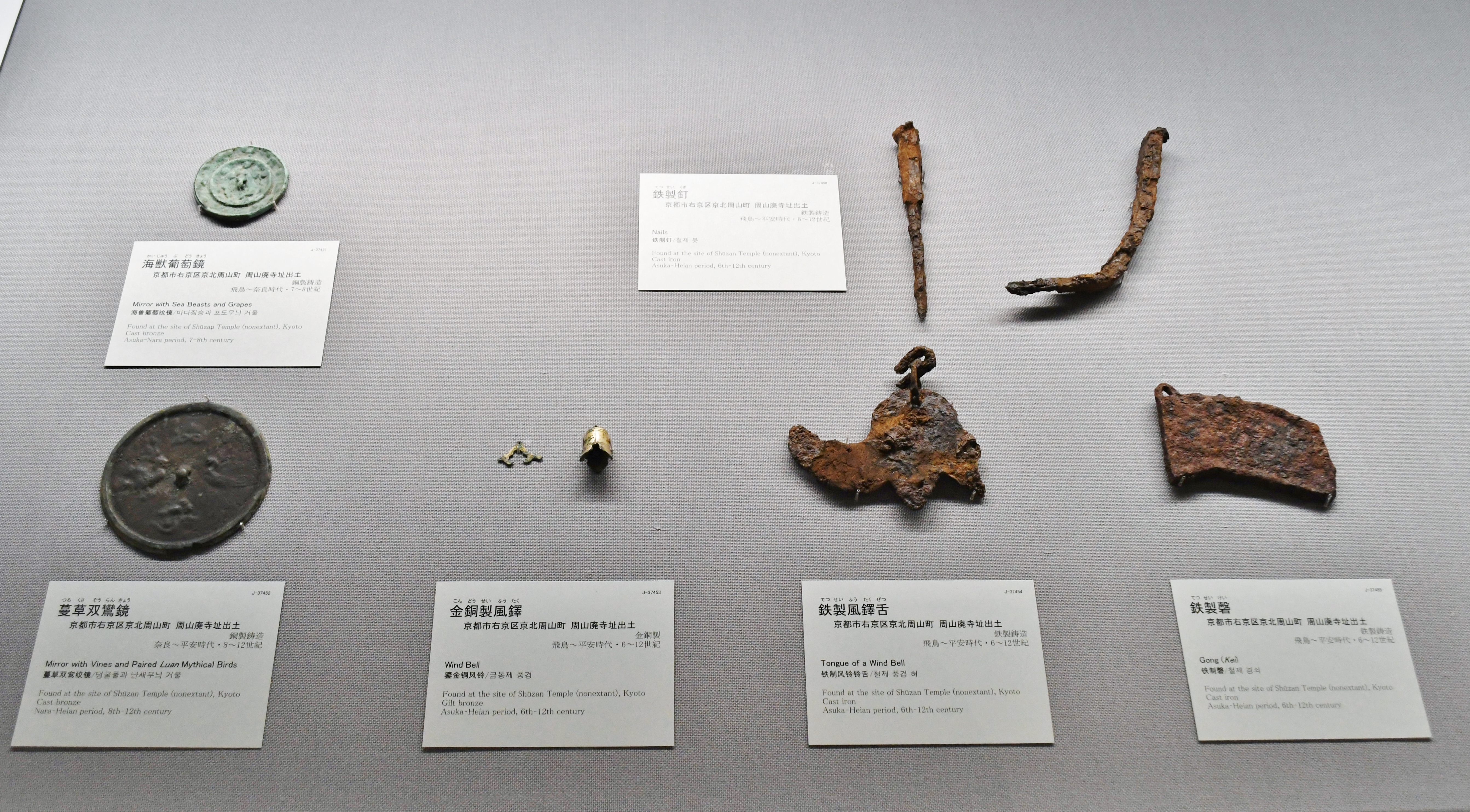
出土品 東京国立博物館展示。